# EMD řada E

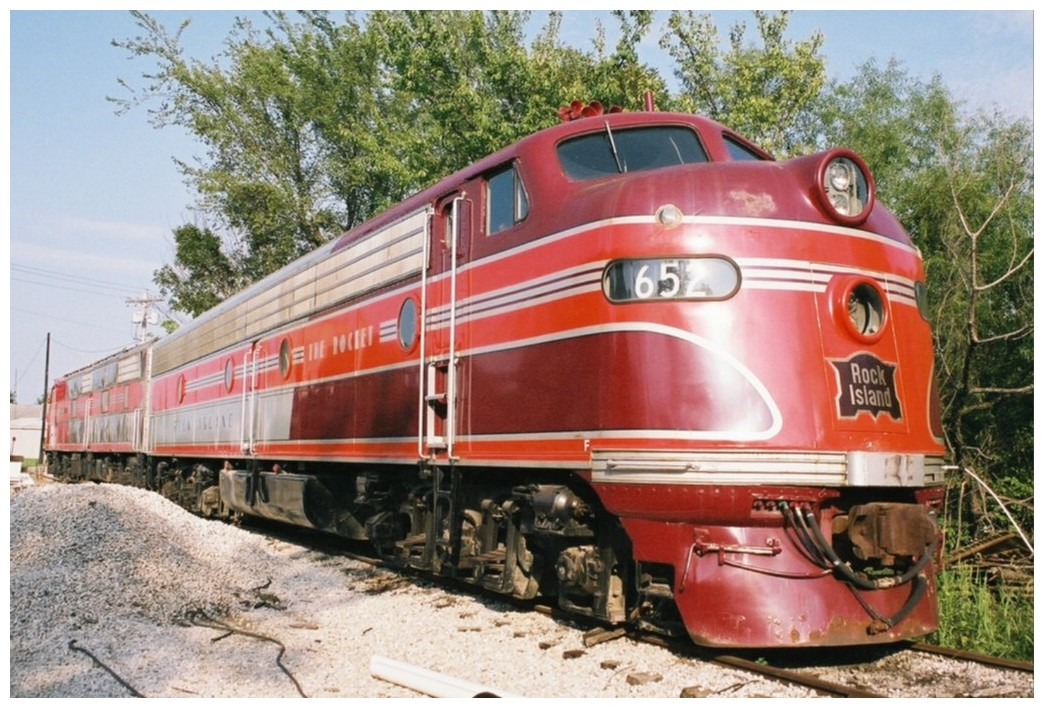
Lokomotiva E8A

EMD řada E (anglicky EMD E-units) je označení používané pro typovou řadu amerických osobních dieselelektrických lokomotiv vyráběných společností Electro-Motive Division (EMD), zpočátku ještě pod názvem Electro-Motive Corporation (EMC), v období mezi lety 1937 a 1963. Celkem bylo vyrobeno přes 1 300 kusů všech typů. Společným znakem lokomotiv je skříňová konstrukce, pohon dvojicí dvanáctiválcových vznětových motorů, byť v průběhu výroby bylo využíváno několik různých typů a verzí, a uspořádání pojezdu (A1A)(A1A). Tato řešení později napodobovali u svých osobních lokomotiv i další výrobci. Původ písmena E v označení je připisován anglickému výrazu eighteen hundred (osmnáct set), což byl výkon prvních typů těchto lokomotiv vyjádřený v koňských silách. Stejné písmeno pak bylo zachováno i u pozdějších typů, ačkoliv se výkon postupně zvyšoval až na 2 400 koní u typu E9.
Všechny typy byly dodávány buď ve verzi A se stanovištěm strojvedoucího na jednom konci, nebo ve verzi B (někdy se označuje jako tzv. booster) bez stanoviště obsluhy, které bylo možné kombinovat ve vícečlenném řízení. Kromě ucelenějšího vzhledu nabízelo toto řešení také nižší pořizovací náklady na lokomotivy bez stanoviště a možnost vyhnout se požadavkům odborů na obsazení každé jednotlivé lokomotivy.

## Původ
Společnost Electro-Motive, vlastněná koncernem General Motors, spolupracovala v 30. letech na vývoji prvních amerických rychlých motorových vlaků M-10000 společnosti Union Pacific a Zephyr železnice CB&Q. Šlo o trojdílné jednotky lehké stavby, s hnacím vozem na jednom konci a Jakobsovými podvozky. Z hnacích vozů se později vyvinuly samostatné lokomotivy, stále ale navrhované pro konkrétní soupravy. Pro EMC tak dalším krokem bylo vyvinout univerzálnější lokomotivu, která by mohla bát nasazována do provozu se standardními osobními vozy té doby. Během roku 1935 byly představeny čtyřnápravové lokomotivy s krabicovitou skříní, poháněné dvojicí dvanáctiválců Winton 201A o celkovém výkonu 1 800 koní. Dvě lokomotivy sloužily jako technologické demonstrátory, jednu koupila železnice B&O a další dvojici železnice ATSF pro nasazení na svém novém expresu Super Chief. Jelikož vlastní továrna EMC v La Grange byla otevřena až v roce 1936, byly první tři zmíněné lokomotivy postaveny závodem GE v Erie a poslední dvě společností St. Louis Car Company.
Na základě zkušeností s těmito experimentálními stroji bylo u nových lokomotiv typové řady E provedeno několik úprav. Z důvodů bezpečnosti obsluhy bylo stanoviště posunuto vzad za aerodynamicky tvarované vyztužené čelo. Lokomotivy byly usazeny na třínápravových podvozcích s nehnanou prostřední nápravou pro rozložení hmotnosti a zlepšení chodu. Přepracován byl i systém sání vzduchu, kdy nasávací otvory byly z čela přesunuty do bočnic.

## EA, E1 a E2

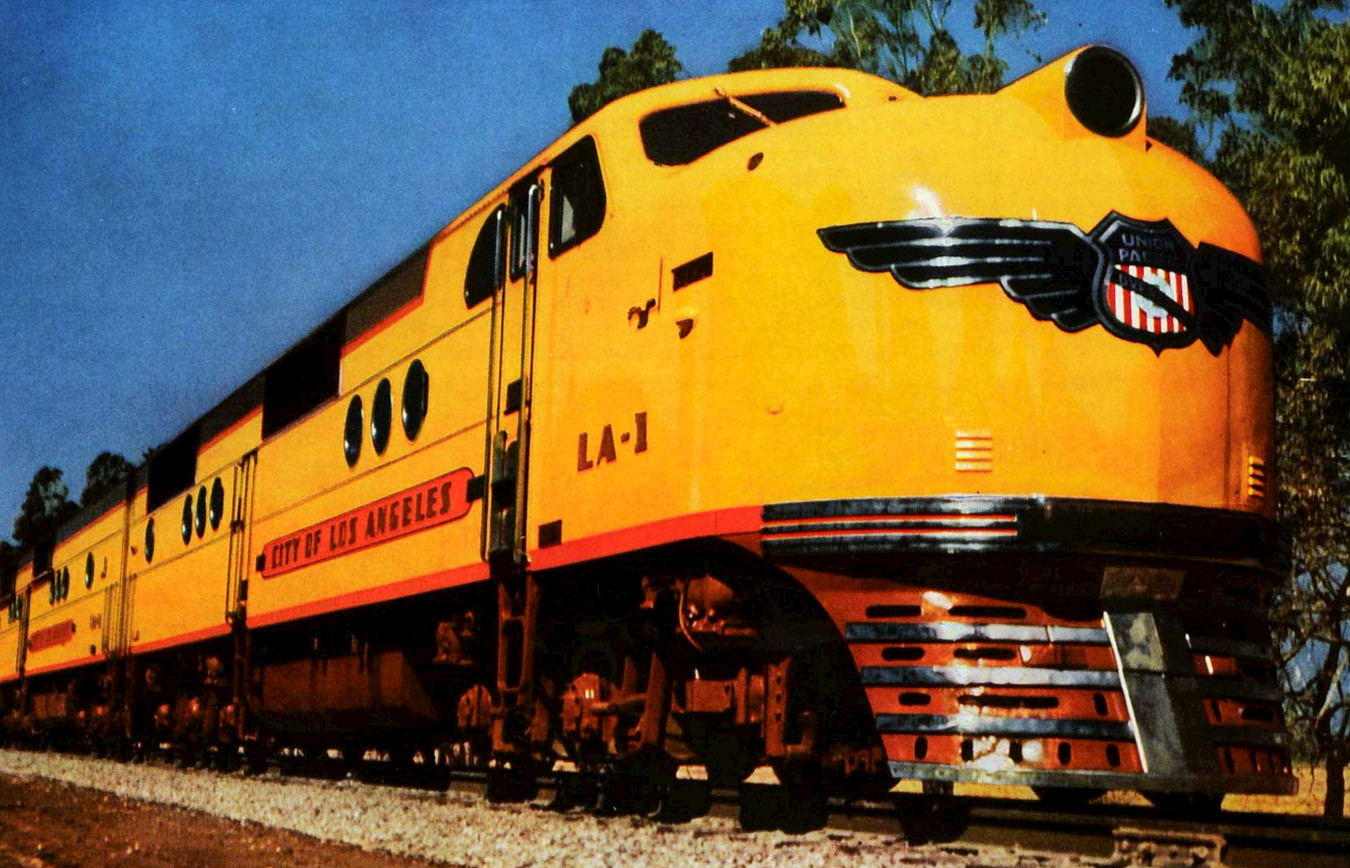
Lokomotiva LA-1 typu E2A

První tři modely z nové řady lokomotiv E byly vyráběny od roku 1937. Šlo o typ EA pro železnici B&O, E1 pro ATSF a E2 v barvách Union Pacific. Všechny typy měly stejné vnitřní uspořádání s motory 201A o celkovém výkonu 1 800 koní (asi 1 340 kW), lišily se ale vnějším vzhledem. B&O zakoupila šest dvojitých lokomotiv složených z dílu EA se stanovištěm a dílu EB bez stanoviště. Lokomotivy EA obdržely čísla 51–56, u strojů EB pak bylo stejné číslo ještě následováno písmenem X. ATSF obdržela 8 lokomotiv E1A a 3 lokomotivy E3B bez stanoviště. Byly to první lokomotivy této společnosti, které byly lakovány do legendárního červeno-žlutého schématu s „indiánskou čelenkou“ (tzv. warbonnet), první stroje tohoto typu byly určeny k vozbě vlaku Super Chief. Poslední typ E2 se od ostatních odlišoval výrazným „baňatým“ nosem. Šlo o dvě trojdílné sestavy ve složení A-B-B, každá byla určena k vozbě expresního vlaku mezi Chicagem a jednou ze dvou kalifornských metropolí. Ačkoliv byly lakovány v barvách železnice UP, byly ve skutečnosti spoluvlastněny a provozovány železnicemi C&NW, SP a UP v případě vlaku City of Los Angeles (šlo o stroje označené LA-1, LA-2 a LA-3) a společnostmi C&NW a UP v případě vlaku City of San Francisco (stroje SF-1 až SF-3). Na tuto skutečnost upozorňovaly znaky jednotlivých železnic na čelech lokomotiv.

## E3 až E6
Na předchozí lokomotivy poháněné motory Winton navázalo před válkou několik modelů poháněných dvojicí nově vyvinutých motorů 12-567, díky kterým se celkový výkon zvýšil na 2 000 k (asi 1 490 kW). Rootsovými dmychadly přeplňované motory 567 v několika různých verzích se pak používaly až do ukončení výroby lokomotiv E. EMC zároveň začalo využívat vlastní elektrické komponenty, založené na dříve používaných produktech firmy GE. Typy E3 až E6 byly opět v mechanické části velmi podobné, ale lišily se některými vnějšími detaily. Všechny však měly typický nos se zešikmenou přední částí, s vystupujícím krytem reflektoru. Tím se lišily od typů EA a E1 s podobně tvarovaným nosem, jejichž reflektor však byl zapuštěný.

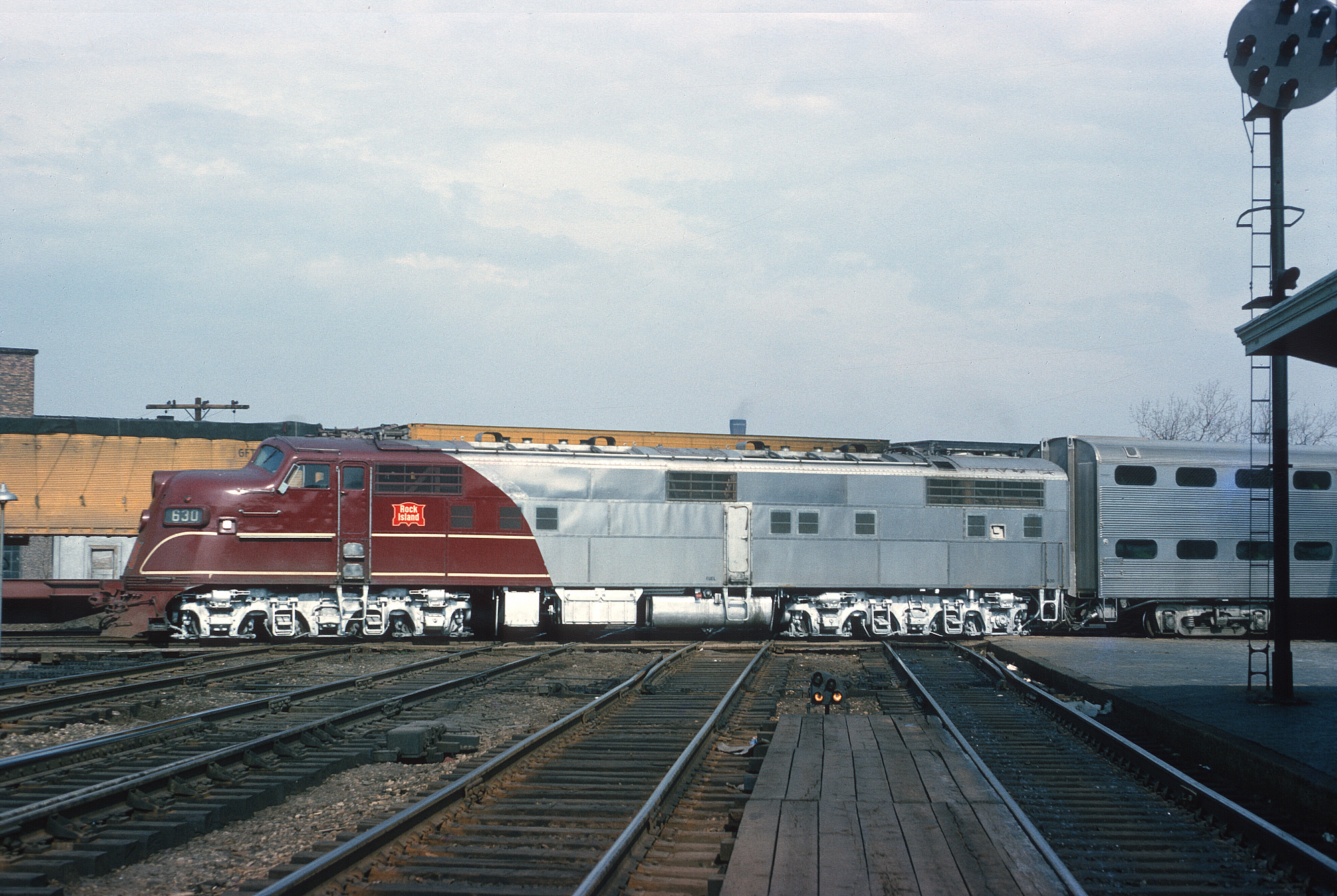
E6A s příměstským vlakem

Typ E3 byl jako první z řady E dodáván několika různým železničním společnostem, konkrétně si 16 lokomotiv E3A a 2 lokomotivy E3B rozdělilo sedm uživatelů. Typ E4 byl v počtu 19 kusů (14 verze A, 5 ve verzi B) vyroben pro železnici SAL, odlišoval se například zásuvkami vícečlenného řízení na obou koncích a dveřmi v nose lokomotivy, které umožňovaly přechod mezi jednotlivými stroji. Také typ E5 byl vyroben specificky dle přání zákazníka, konkrétně železnice CB&Q a jejích dvou dceřiných společností. Bočnice byly pokryty vlnitým plechem z korozivzdorné oceli, aby vzhledově odpovídaly osobním vozům vlaků Zephyr. Vzniklo celkem 11 lokomotiv E5A a 5 lokomotiv E5B. Nejpočetnějším z předválečných typů se však stal typ E6, s 92 lokomotivami E6A a 26 stroji E6B. Jeho výroba byla ukončena v roce 1942 kvůli zákazu výroby osobních dieselových lokomotiv během 2. světové války.
Mezi odvozené typy lze zařadit jedinou lokomotivu typu AA, která měla místo zadního motoru zavazadlový oddíl. Podobné uspořádání měly i dvě lokomotivy typu AB6, které však připomínaly spíše lokomotivu B s dosazeným stanovištěm strojvedoucího s kolmým čelem. Důvodem této zvláštní konfigurace bylo nasazení na vlak Rocky Mountain Rocket, který se v průběhu cesty dělil na dvě části, mířící do Denveru a Colorado Springs. Ve společné části trasy byla v čele standardní lokomotiva v provedení A, zatímco za ní řazená lokomotiva AB6 vizuálně splývala s vlakem jako obyčejná lokomotiva B.

## E7

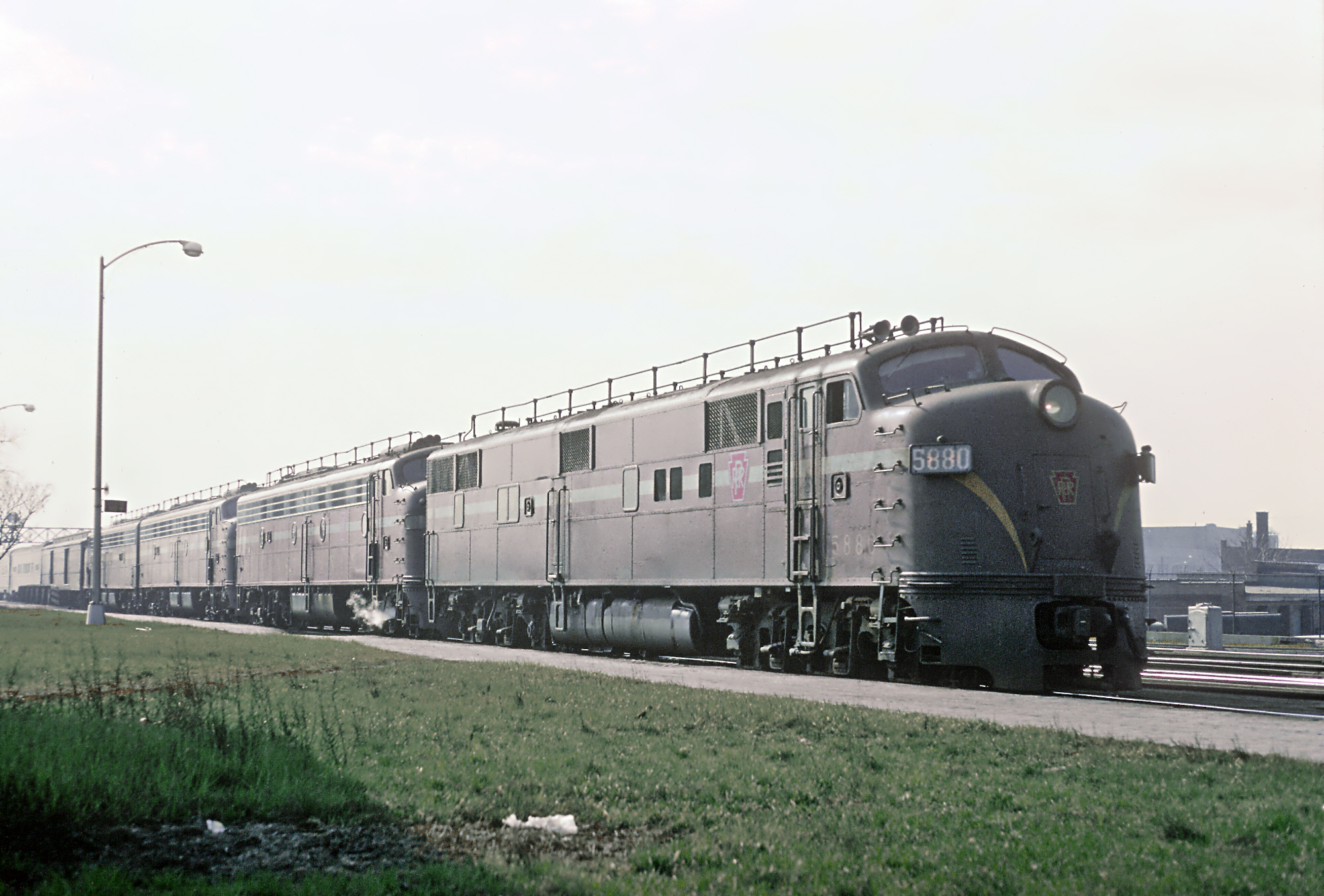
Čtveřice lokomotiv E vede expres General společnosti PRR

Typ E7, ač byl představen již na počátku roku 1945, lze považovat za první poválečnou lokomotivu řady E. Je poháněn vylepšenými motory verze 567A, jejichž výkon však zůstal na původní hodnotě. Vizuálně se od předválečných typů na první pohled odlišuje kratším „buldočím“ nosem, jaký byl poprvé použit u lokomotiv FT. Stejný tvar byl poté používán již u všech typů řady E. Lokomotivy E7 se staly vůbec nejpočetnějšími z řady E, celkem bylo vyrobeno 428 lokomotiv E7A a 82 kusů E7B. Lokomotivy byly standardně nabízeny se čtyřmi různými převodovými poměry, s maximální rychlostí v rozmezí 137–188 km/h. Jedním z problémů lokomotiv byly poměrně nízké tažné síly a absence EDB, proto obecně nebyly příliš často nasazovány v hornatějších západních částech Spojených států.

## E8
V roce 1949 byl představen typ E8, vybavený motory 567B, s výkonem zvýšeným na 2 250 k (asi 1 680 kW). Jednou z dalších změn bylo dosazení trojfázového elektrického pohonu ventilátorů chlazení místo původního mechanického systému s řemeny, podobně jako u lokomotiv F3 o několik let dříve. E8 také obdržely trakční motory D27 s vylepšenou izolací, které byly navíc podobně jako další motory EMD navrženy tak, aby jimi bylo možné nahradit původní trakční motory u starších lokomotiv. V neposlední řadě byly E8 jako první z řady E vybaveny elektrodynamickou brzdou a obdržely i výkonnější parní generátor pro vlakové vytápění. Vizuálně se od předchozího typu E7 odlišovaly čtveřicí kulatých oken v bočnicích. Celkem bylo vyrobeno 421 strojů E8A a 39 lokomotiv E8B. Tři stroje E8A zakoupené železnicí CP se staly jedinými lokomotivami z řady E, které byly dodány zákazníkovi mimo Spojené státy.

## E9

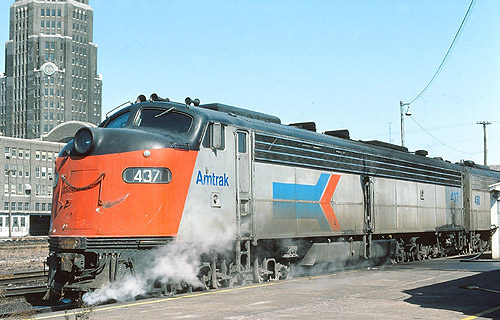
Řada E ve službách Amtraku

EMD představila v roce 1954 několik nových typů lokomotiv, poháněných motory 567C, které byly charakterizovány číslicí 9 v typovém označení. Kromě velice úspěšných kapotových lokomotiv GP9 šlo o skříňové stroje F9 a také osobní typ E9. U něj dvojice nových agregátů se zvýšenými jmenovitými otáčkami oproti předchozím typům umožnila navýšit výkon až na 2 400 k (asi 1 790 kW). Vnějším vzhledem byl až na odlišný okraj čelního reflektoru shodný s typem E8. Ačkoliv šlo o nejpropracovanější lokomotivu z typové řady E, bylo vyrobeno pouze 100 kusů E9A a 44 strojů E9B. Nízké prodeje byly způsobeny jednak tím, že v druhé polovině 50. let již na amerických železnicích vrcholil přechod z parní na motorovou trakci, jednak docházelo k celkovému útlumu osobní železniční dopravy vlivem rostoucí konkurence automobilové a letecké dopravy. Lokomotiva UP 914 (typ E9A), dodaná zákazníkovi na počátku roku 1964, se stala vůbec poslední vyrobenou lokomotivou řady E.

## Provoz

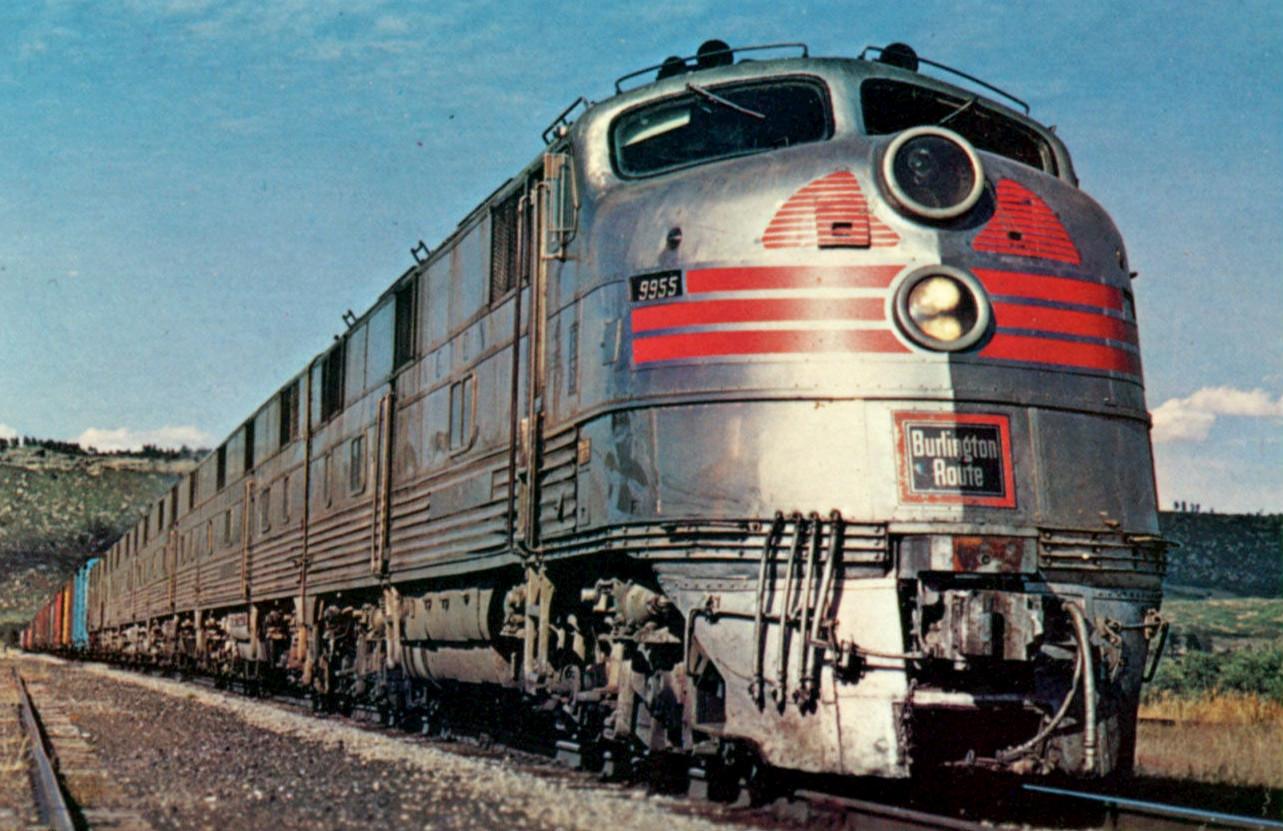
E5A v čele nákladního vlaku

Lokomotivy řady E byly zpočátku většinou železnic nasazovány do čela osobních dálkových vlaků, které byly v rámci hlavních tratích obvykle mezi prvními, u nichž byly parní lokomotivy nahrazovány dieselovými. Mezi výhodami motorových lokomotiv byly nižší náklady na údržbu a vyšší časové využití, u některých dálkových vlaků došlo s jejich příchodem ke zkrácení jízdních dob. I přes nízkou spolehlivost původních motorů Winton 201A používaných u nejstarších lokomotiv řady E bylo díky důkladné preventivní údržbě dosahováno vysoké provozní spolehlivosti, například lokomotivy B&O 56/56X (typ EA/EB) v únoru 1941 dokončily své 365. nasazení na vlaku Capitol Limited mezi Washingtonem, D.C. a Chicagem, a to bez jediného výpadku. Krytá strojovna a vícemotorové uspořádání navíc umožňovaly provádět opravy přímo na trati, dokonce i za jízdy, lokomotivní četa bývala pro tento účel doplněna mechanikem. Spolehlivost spalovacích motorů se výrazně zvýšila po náhradě motorů 201A typem 567, například životnost pístů se prakticky zšestinásobila.
V souvislosti s úpadkem osobní dopravy v pozdějších letech některé železnice nasazovaly lokomotivy E se změněným převodovým poměrem i v nákladní dopravě. Zatímco v čele rychlých nákladních vlaků v rovinatějších oblastech se stroje osvědčily, na sklonově náročnějších tratích si ve srovnání s plnohodnotnými nákladními lokomotivami příliš dobře nevedly. Na počátku 70. let získala státní společnost Amtrak od původních vlastníků mnoho starších lokomotiv E8 a E9. Ve službě měly být nahrazeny novými lokomotivami SDP40F, které však byly kvůli častým vykolejením velmi brzy vyřazovány ve prospěch typu F40PH. Definitivním koncem se pro většinu lokomotiv E společnosti Amtrak stalo zavádění elektrického vytápění vozů místo parního, ačkoliv pět lokomotiv E8A bylo modernizováno a vybaveno zařízením pro elektrické vytápění. Poslední stroje řady E vyřadil Amtrak v polovině 80. let. O něco déle se lokomotivy E udržely ve službě v systémech příměstské železnice. Speciálně pro potřeby svých příměstských vlaků společnost C&NW přestavěla šest lokomotiv E8B a E9B dosazením svépomocí postavených kabin, tyto lokomotivy dostaly přezdívku „Crandall cabs“.